# Deja Vu 〜THE ORIGINAL BEST 1992-1995〜
『Deja Vu 〜THE ORIGINAL BEST 1992-1995〜』（デジャヴ ザ・オリジナル・ベスト・せんきゅうひゃくきゅうじゅうに・せんきゅうひゃくきゅうじゅうご）は、宝野アリカと片倉三起也による日本の音楽ユニット・ALI PROJECTの2枚目のベストアルバム。2006年3月8日に東芝EMIから発売された。

## 概要
久々の東芝EMIからのリリース。ZAZOU Recordsからのみの販売で一般的に多くは流通していない「jamais vu」を除くと、初のベストアルバムである。東芝EMIからリリースしていた初期の楽曲が収録されている。
タイトルは、ALI PROJECTのベストアルバム『jamais vu』（インディーズ流通、廃番）と対になっている（既視感を参照）。そのためか『jamais vu』収録曲の多くが本アルバムにも収録されている。

## 収録曲
（全作詞：宝野アリカ、作曲・編曲：片倉三起也）
1. メガロポリス・アリス -MEGALOPOLIS ALICE- [4:04]
  - 初出はアルバム『月下の一群』（ベストアルバム『jamais vu』に再録）。
2. 嵐ヶ丘 [4:17]
  - 初出は同名シングル。
  - アルバム『DALI』収録（ベストアルバム『jamais vu』に再録）。
  - ラストにヨハネス・ブラームスの『ハンガリー舞曲第6番』の中間部が引用されている。
3. 恋せよ乙女〜Love story of ZIPANG〜 [3:55]
  - 初出は同名シングル。
  - アルバム『月下の一群』収録（ベストアルバム『jamais vu』に再録）。
  - 冷酒黄桜「飛沫」CMソング。
  - AメロにMusique De La Grece Antiqueの『Hymne À Némésis』が引用されている。
4. ビアンカ [4:05]
  - 初出はアルバム『月下の一群』（アルバム『星と月のソナタ』収録）。
5. 月光浴 [3:27]
  - 初出はアルバム『月下の一群』。
6. Nous Deux C’est Pour La Vie [4:40]
  - シングル『雨のソナタ〜La Pluie〜』カップリング曲（ベストアルバム『jamais vu』に再録）。
  - セキスイツーユーホーム「New A-Ⅱ」CMソング。
  - Aメロにピョートル・チャイコフスキーの『弦楽四重奏曲第1番 ニ長調 作品11』から第2楽章「アンダンテ・カンタービレ」が引用されている。
7. オフェリア遺文 [5:05]
  - 初出はアルバム『DALI』。
  - Aメロ直前にフランシス・プーランクの組曲『ナゼルの夜会』から「前奏曲」が、サビに同作曲家の『15の即興曲第13番 イ短調』が引用されている。
8. 舞踏会の手帖 [4:08]
  - シングル『嵐が丘』カップリング曲。
  - アルバム『星と月のソナタ』収録（ベストアルバム『jamais vu』に再録）。
9. ヴェネツィアン・ラプソディー [3:43]
  - 初出は同名シングル。
  - アルバム『DALI』収録（ベストアルバム『jamais vu』に再録）。
  - テレビ朝日「OH!エルくらぶ」エンディングテーマ。
  - 曲中でジョージ・ガーシュウィンの『パリのアメリカ人』が、Bメロにピョートル・チャイコフスキーの『スラヴ行進曲』の旋律が引用されている。
10. 雪のひとひら [4:37]
  - 初出はアルバム『DALI』（アルバム『星と月のソナタ』に再録）。
  - Aメロに坂本龍一の『High Heels』が、サビにフランシス・プーランクの組曲『ナゼルの夜会』から「手の上の心臓」が引用されている。
11. サロメティック・ルナティック [4:22]
  - 初出はアルバム『DALI』。
12. 空宙舞踏会 [4:53]
  - 初出はアルバム『月下の一群』。
  - ジュエリー「ジャッキーサンク」「ジョリーサンク」CMソング。
  - 曲名は「くうちゅうぶとうかい」と読む。
13. エスカルゴ嬉遊曲 [4:02]
  - シングル『ヴェネツィアン・ラプソディー』カップリング曲（ベストアルバム『jamais vu』に再録）。
14. 共月亭で逢いましょう
  - シングル『恋せよ乙女〜Love story of ZIPANG〜』カップリング曲。
  - アルバム『星と月のソナタ』に収録（ベストアルバム『jamais vu』に再録）。
  - 鹿児島市の天保山公園に同名の建築物「共月亭」がある[1]。
  - Aメロ、Bメロにエマニュエル・シャブリエの『5曲の遺作』から「アルバムの一葉」が引用されている。

## クレジット
- Produced by ALI PROJECT
- All Lyrics Written by ARIKA TAKARANO
- All Music Composed & Arranged by MIKIYA KATAKURA
- Co-Produced by SHIGEO OHWA（大輪茂男）
- Directed by IKU AOKI(青木郁生)、SHINGO TSUDA
- Sales Planning：YOSHIFUMI YAMAMINAMI
- Mastered by YOICHI AIKAWA(相川洋一)（R.S.M.）
- Design：MIKI REZAI(レザイ美樹)（miki rezai graphics.）
- Artwork Co-Ordination：SHINSUKE SUDA